# Amauris vaal
Amauris vaal är en fjärilsart som beskrevs av Talbot 1940. Amauris vaal ingår i släktet Amauris och familjen praktfjärilar. Inga underarter finns listade i Catalogue of Life.